# Coppa di Lega 2006 (pallavolo femminile, Italia)
La Coppa di Lega di pallavolo femminile 2006 si è svolta dal 15 al 29 aprile 2006: al torneo hanno partecipato 6 squadre di club italiane e la vittoria finale è andata per la prima volta alla Sirio Perugia.

## Regolamento
Le squadre hanno disputato una prima fase a gironi, al termine della quale la prima classificata di ogni girone ha acceduto alla finale, giocata con gara di andata e ritorno.

## Squadre partecipanti
| Squadra       | Qualificazione                             | Ultima partecipazione |
| ------------- | ------------------------------------------ | --------------------- |
| Chieri        | Quarti di finale play-off scudetto 2005-06 | Debutto               |
| Forlì         | 10ª in Serie A1 2005-06                    | Debutto               |
| Club Padova   | 9ª in Serie A1 2005-06                     | Debutto               |
| Sirio Perugia | Quarti di finale play-off scudetto 2005-06 | Debutto               |
| Santeramo     | Quarti di finale play-off scudetto 2005-06 | Debutto               |
| Vicenza       | Quarti di finale play-off scudetto 2005-06 | Debutto               |

## Torneo

### Prima fase

#### Girone A

##### Risultati
| 15 aprile 2006 - ore 18:00 PalaArcella, Padova            | Club Padova   | 2 - 3 | Sirio Perugia | 25-21, 19-25, 17-25, 25-17, 13-15 |
| 19 aprile 2006 - ore 20:30 PalaCooper, Santeramo in Colle | Santeramo     | 3 - 1 | Club Padova   | 25-17, 25-19, 23-25, 25-21        |
| 22 aprile 2006 - ore 20:30 PalaEvangelisti, Perugia       | Sirio Perugia | 3 - 2 | Santeramo     | 25-19, 27-29, 25-17, 17-25, 15-11 |

##### Classifica
| Pos. | Squadra       | Pt | G | V | P | SV | SP | Ratio | PF  | PS  | Ratio |
| ---- | ------------- | -- | - | - | - | -- | -- | ----- | --- | --- | ----- |
| 1.   | Sirio Perugia | 4  | 2 | 2 | 0 | 6  | 4  | 1,500 | 212 | 200 | 1,060 |
| 2.   | Santeramo     | 4  | 2 | 1 | 1 | 5  | 4  | 1,250 | 199 | 191 | 1,041 |
| 3.   | Club Padova   | 1  | 2 | 0 | 2 | 3  | 6  | 0,500 | 181 | 201 | 0,900 |

#### Girone B

##### Risultati
| 15 aprile 2006 - ore 18:00 PalaGalassi, Forlì                  | Forlì   | 1 - 3 | Chieri  | 25-18, 23-25, 16-25, 14-25 |
| 19 aprile 2006 - ore 20:30 Palasport Città di Vicenza, Vicenza | Vicenza | 3 - 0 | Forlì   | 25-21, 25-18, 25-19        |
| 22 aprile 2006 - ore 20:30 PalaMaddalene, Chieri               | Chieri  | 3 - 0 | Vicenza | 25-19, 27-25, 25-17        |

##### Classifica
| Pos. | Squadra | Pt | G | V | P | SV | SP | Ratio | PF  | PS  | Ratio |
| ---- | ------- | -- | - | - | - | -- | -- | ----- | --- | --- | ----- |
| 1.   | Chieri  | 6  | 2 | 2 | 0 | 6  | 1  | 6,000 | 170 | 139 | 1,223 |
| 2.   | Vicenza | 3  | 2 | 1 | 1 | 3  | 3  | 1,000 | 136 | 135 | 1,007 |
| 3.   | Forlì   | 0  | 2 | 0 | 2 | 1  | 6  | 0,166 | 136 | 168 | 0,809 |

### Finale

#### Andata
| 25 aprile 2006 - ore 21:00 PalaEvangelisti, Perugia | Sirio Perugia | 3 - 1 | Chieri | 22-25, 25-20, 25-19, 25-18 |

#### Ritorno
| 29 aprile 2006 - ore 15:30 PalaMaddalene, Chieri | Chieri | 0 - 3 | Sirio Perugia | 20-25, 20-25, 27-29 |